# Drosophila (Drosophila)
Drosophila (Drosophila) Fallén, 1823, è un sottogenere di insetti del genere Drosophila (Diptera: Drosophilidae). Il sottogenere fu istituito da Sturtevant (1939), che propose la ripartizione tassonomica delle Drosophila in sottogeneri tra la fine degli anni trenta e l'inizio degli anni quaranta.
L'inquadramento tassonomico di questo sottogenere, con particolare riferimento alla sua effettiva composizione, è alquanto incerto: l'analisi cladistica del genere Drosophila, malgrado i molteplici studi in merito, non permette ancora una marcata definizione delle relazioni filogenetiche, perciò anche la letteratura recente riporta classificazioni controverse o, per lo meno, incongruenti secondo l'impostazione data in sede di nomenclatura.

## Descrizione
La descrizione del sottogenere è attribuita a Fallén (1823), che definì per primo il genere Drosophila. Sia Drosophila sia Drosophila (Drosophila) fanno riferimento, come lectotipo, alla descrizione di Drosophila (Drosophila) funebris (Fabricius, 1786), che in precedenza denominò questa specie come Musca funebris.
Per la determinazione del sottogenere Drosophila, Sturtevant (1939) propose i seguenti elementi diagnostici:
- addome con bande scure posteriori assottigliate o interrotte in corrispondenza della linea mediana dorsale almeno nei primi due uriti;
- ricettacolo ventrale marcatamente arrotolato, come una molla;
- paio posteriore dei tubi malpighiani fuso;
- uova provviste di tre o quattro filamenti.

Le chiavi di determinazione stabilite da Sturtevant non soddisfano appieno l'inquadramento delle specie comprese nel sottogenere: lo stesso Sturtevant individuò l'assenza di uno o più caratteri in D. cardini, D. robusta, D. melanica, D. virilis da lui prese in esame. D'altra parte, Drosophila busckii, pur presentando tutti i caratteri diagnostici, è stata in seguito spostata nel sottogenere Dorsilopha, definito da Sturtevant nel 1942. Altre chiavi di determinazione, finalizzate alla classificazione nell'ambito del genere Drosophila, furono definite da alcuni Autori negli anni sessanta e settanta, ma nessuna di queste si rivelò pienamente esaustiva in quanto alcuni caratteri diagnostici sono in realtà plesiomorfici a livello di genere o di taxon di rango superiore. D'altra parte, l'analisi cladistica ha ormai messo in evidenza il carattere parafiletico del genere Drosophila e di alcuni sottogeneri, fra cui Drosophila (Drosophila). Ciò ha portato, in un recente passato, alla separazione di ampi gruppi di specie, tradizionalmente classificate come Drosophila, in nuovi generi, alla definizione di nuovi sottogeneri, oltre a quelli definiti da Sturtevant e all'individuazione, nell'ambito dei maggiori sottogeneri (Drosophila e Sophophora) di clade intermedi a più livelli fra il rango di specie e quello di genere.

## Specie
Il carattere di provvisorietà insito nella ripartizione tassonomica delle specie del genere Drosophila, su base filogenetica, rende incerta e approssimativa qualsiasi enumerazione di specie, anche alla luce delle incongruenze che si riscontrano in differenti cataloghi, più o meno contemporanei, e delle controversie in merito alla posizione tassonomica di alcuni gruppi di Drosophilinae.
Facendo riferimento al TaxoDros nel sottogenere sarebbero comprese circa 730 specie. Per ciascuna si riporta l'areale di provenienza, documentato in letteratura, applicando le seguenti abbreviazioni:
- AF: Ecozona afrotropicale
- AU: Ecozona australasiana
- NE: Ecozona neartica
- NT: Ecozona neotropicale
- OR: Ecozona orientale
- PA: Ecozona paleartica
- D. acanthomera Tsacas, 2001: AF
- D. acanthoptera Wheeler, 1949: NT
- D. acelidota Tsacas, 2004: AF
- D. acroria Wheeler & Takada, 1962: NT
- D. acrostigma Tsacas & Chassagnard, 1999: AF
- D. acuminanus Hunter, 1989: NT
- D. acutilabella Stalker, 1953: NE, NT
- D. adamisa Chassagnard & Tsacas, 1997: AF
- D. adamsi Wheeler, 1959: AF. Sinonimi: D. quadrimaculata Adams, 1905
- D. addisoni Pavan, 1950: NT
- D. afer Tan, Hsu & Sheng, 1949: OR
- D. afoliolata Zhang & Toda, 1995: OR
- D. aguape Val & Marques, 1996: NT
- D. albescens Frota-Pessoa, 1954: NT
- D. albicans Frota-Pessoa, 1954: NT
- D. albirostris Sturtevant, 1921: NT
- D. albomarginata Duda, 1927: NT
- D. albomicans (Duda, 1923): AU OR. Sinonimi: D. komaii Kikkawa & Peng, 1938
- D. aldrichi Patterson, 1940: AU NE NT
- D. alexanderae Pipkin, 1964: NT
- D. alexandrei Cordeiro, 1951: NT
- D. allochroa Tsacas, 2002: AF
- D. alternolineata Duda, 1925: NT
- D. altiplanica Brncic & Koref-Santibanez, 1957: NT
- D. altukhovi Imasheva, Lazebny, Cariou, David & Tsacas, 1994: PA
- D. amaguana Vela & Rafael, 2004: NT
- D. americana Spencer, 1938: NE. Sinonimi: D. virilis ssp. americana Spencer, 1938. Secondo il TaxoDros, in questa specie è compresa la sottospecie D. (Drosophila) americana ssp. texana Patterson, 1940 (Sinonimo: D. virilis ssp. texana Patterson, 1940), ma secondo il BDWD, il nome valido che fa riferimento all'olotipo di Patterson (1940) è Drosophila (Drosophila) texana Patterson, 1940.
- D. amphibolos Tsacas & Chassagnard, 1990: AF
- D. amplipennis Malloch, 1934: NT
- D. analis Macquart, 1843: PA
- D. analspina Singh & Negi, 1995: OR
- D. anceps Patterson & Mainland, 1944; NE
- D. angor Lin & Ting, 1971: OR. Sinonimi: D. wakahamai Toda & Peng, 1989
- D. angularis Okada, 1956: PA
- D. angustibucca Duda, 1925: NT
- D. annularis Sturtevant, 1916: NT. Sinonimi: D. annulata Williston, 1896
- D. annulimana Duda, 1927: NT
- D. annulipes Duda, 1924[6]: OR. Sinonimi: D. virgata Tan, Hsu & Sheng, 1949
- D. annulosa Vilela & Bächli, 1990: NT
- D. antillea Heed, 1962: NT
- D. antioquia Vilela & Bächli, 2000: NT
- D. antonietae Tidon-Sklorz & Sene, 2001: NT
- D. aplophallata Zhang & Toda, 1995: OR
- D. aracataca Vilela & Val, 1983: NT
- D. aracea Heed & Wheeler, 1957: NT
- D. aragua Vilela & Pereira, 1982: NT
- D. araicas Pavan & Nacrur, 1950: NT
- D. apag Vela & Rafael, 2005[7]: NT
- D. arane Hunter, 1992: NT
- D. arapuan Pavan & Da Cunha, 1947: NT
- D. ararama Pavan & Da Cunha, 1947: NT
- D. arassari Da Cunha & Frota-Pessoa, 1947: NT
- D. araucana Brncic, 1957: NT
- D. arauna Pavan & Nacrur, 1950: NT
- D. arawakana Heed, 1962: NT. Sinonimi: D. arawakana ssp. kittensis Heed, 1962
- D. arboloco Hunter, 1979: NT
- D. arcosae Vela & Rafael, 2001: NT. Sinonimi: D. laurarcosae Rafael & Vela, 2000[7]
- D. argenteifrons Wheeler, 1954: NT
- D. arizonae Ruiz, Heed & Wasserman, 1990: NE
- D. asiri Vela & Rafael, 2005[7]: NT
- D. asticta Tsacas, 2004: AF
- D. atacamensis Brncic & Wheeler, 1987: NT
- D. atalaia Vilela & Sene, 1982: NT
- D. atrata Burla & Pavan, 1953: NT
- D. audientis Lin & Ting, 1971: OR
- D. aurea Patterson & Mainland, 1944: NT
- D. aureata Wheeler, 1957: NT
- D. aureopallescens Pipkin, 1964: NT
- D. auriculata Toda, 1988: OR
- D. avicennai Maca, 1988: PA
- D. bai Watabe & Liang, 1990: OR
- D. balneorum Sturtevant, 1927: OR
- D. bandeirantorum Dobzhansky & Pavan, 1943: NT
- D. barutani Watabe & Liang, 1990: OR
- D. bageshwarensis Singh, Dash & Fartyal, 2004: OR
- D. batmani Vilela & Bächli, 2005: NT
- D. bedichecki Heed & Russell, 1971[8]: NT
- D. bella Lin & Ting, 1971: OR. Sinonimi: D. bellus Lin & Ting, 1971
- D. belladunni Heed & Krishnamurthy, 1959: NT
- D. beppui Toda & Peng, 1989: OR
- D. bifidiprocera Zhang & Gan, 1986[9]: OR
- D. bifilum Frota-Pessoa, 1954: NT
- D. bifurca Patterson & Wheeler, 1942: NE
- D. bifurcada Hunter, 1992: NT
- D. bimorpha Singh & Gupta, 1981: OR
- D. binocularis Zhang & Toda, 2008: OR. Sinonimi: D. bimaculata Zhang & Toda, 1995[10]
- D. bipunctata Patterson, 1943: NT
- D. bisetata Toda, 1988: OR
- D. bishtii Singh & Negi, 1995: OR
- D. bivibrissae Toda, 1988: OR
- D. bizonata Kikkawa & Peng, 1938: AU PA
- D. blumelae Pipkin & Heed, 1964: NT
- D. bodemannae Pipkin & Heed, 1964: NT
- D. boletina Duda, 1927: NE
- D. boliviana Duda, 1927: NT
- D. bomarea Hunter, 1979: NT
- D. bondarenkoi Sidorenko, 1993: PA
- D. boraceia Vilela & Val, 2004: NT
- D. borborema Vilela & Sene, 1977: NT
- D. borealis Patterson, 1952: NE
- D. brachynephros Okada, 1956: OR PA
- D. brachytarsa Chassagnard & Tsacas, 1997: AF
- D. breuerae Rocha, 1971: NT
- D. brevicarinata Patterson & Wheeler, 1942: NE
- D. brevipapilla Zhang, 2000: PA
- D. brevitabula Zhang & Toda, 1992: OR
- D. briegeri Pavan & Breuer, 1954: NT
- D. brncici Hunter & Hunter, 1964: NT
- D. bromeliae Sturtevant, 1921: NT
- D. bromelioides Pavan & Da Cunha, 1947: NT
- D. burmae Toda, 1986: OR
- D. buzzatii Patterson & Wheeler, 1942: AU NE NT AF PA. Sinonimi: D. tigrina Buzzatti-Traverso, 1943, D. versicolor Mather, 1955
- D. calceolata Duda, 1926: OR
- D. californica Sturtevant, 1923: NE
- D. calloptera Schiner, 1868: NT. Sinonimi: Paramycodrosophila tephritoptera (Hendel, 1936)
- D. camargoi Dobzhansky & Pavan, 1950: NT
- D. camaronensis Brncic, 1957: NT
- D. campylophalla Tsacas, 2006: AF
- D. canadiana Takada & Yoon, 1989[11]: NE
- D. canalinea Patterson & Mainland, 1944: NT
- D. canalinioides Wheeler, 1957: NT
- D. canescens Duda, 1927: NT
- D. caponei Pavan & Da Cunha, 1947: NT
- D. carablanca Hunter, 1979[11]: NT
- D. carbonaria Patterson & Wheeler, 1942: AU NE
- D. carcinophila Wheeler, 1960: NT
- D. cardini Sturtevant, 1916: AU NE NT
- D. cardinoides Dobzhansky & Pavan, 1943: NT
- D. caribiana Heed, 1962: NT
- D. carioca Vilela & Bächli, 2004: NT
- D. caripe Vilela & Bächli, 2000: NT
- D. carlosvilelai Vela & Rafael, 2001[11]: NT
- D. carolinae Vilela, 1983: NT
- D. carsoni Wheeler, 1957: NE
- D. cathara Tsacas, 2004[11]: AF
- D. cestri Brncic, 1978: NT
- D. chamundiensis Sajjan & Krishnamurthy, 1972: OR
- D. cheda Tan, Hsu & Sheng, 1949: OR
- D. cheongi Takada & Momma, 1975: OR
- D. chisaca Hunter, 1989: NT
- D. choachi Hunter, 1992: NT
- D. ciliotarsa Gupta & Gupta, 1990: OR
- D. circumdata Duda, 1926: OR
- D. clarinervis Toda, 1986: OR
- D. coffeata Williston, 1896: NT. Sinonimi: D. umbripennis Hendel, 1936, D. flavolineata Duda, 1927
- D. cogani Tsacas & Disney, 1974: AF
- D. colmenares Hunter, 1989: NT
- D. colobos Tsacas, 2004: AF
- D. colorata Walker, 1849: NE. Sinonimi: D. sulcata Sturtevant, 1916
- D. comoe Burla, 1954: AF
- D. comosa Wheeler, 1968: NT
- D. condormachay Vela & Rafael, 2005: NT
- D. converga Heed & Wheeler, 1957: NT
- D. cordeiroi  Brncic, 1978: NT
- D. coroica Wasserman, 1962: NT
- D. couturieri Tsacas & Lachaise, 1979: AF
- D. crassa Patterson & Mainland, 1944: NT
- D. crispipennis Okada & Carson, 1983: AU
- D. crossoptera Wheeler & Takada, 1962: NT
- D. cuaso Bächli. Vilela & Ratcov, 2000: NT
- D. cubicivittata Okada, 1966: OR
- D. cundinamarca Vilela & Bächli, 2000: NT
- D. curvapex Frota-Pessoa, 1954: NT
- D. curvicapillata Duda, 1923: OR
- D. curviceps  Okada & Kurokawa, 1957: OR PA
- D. cuscungu Vela & Rafael, 2005: NT
- D. curvispina Watabe & Toda, 1984: PA
- D. daruma Okada, 1956: AU OR PA
- D. davidgrimaldii Vilela & Bächli, 1990: NT
- D. debilis Walker, 1849: AF
- D. decemseriata Hendel, 1936: NT
- D. decolor Tsacas & Chassagnard, 1994: AF
- D. deflecta Malloch & McAtee, 1924: NE
- D. desbaratabaile Hunter, 1979: NT
- D. desertorum Wasserman, 1962: NE
- D. diama Burla, 1954: AF
- D. diplochaeta Tsacas, 2003: AF
- D. divisa Duda, 1927: NT
- D. dominici Dwivedi, 1982: OR
- D. dreyfusi Dobzhansky & Pavan, 1943: NT
- D. dumuya Burla, 1954: AF
- D. dunni Townsend & Wheeler, 1955: NT. Sinonimi: D. dunni ssp. thomasensis Heed, 1962
- D. dyaramankana Burla, 1954: AF
- D. ecuatoriana Vela & Rafael, 2004[12]: NT
- D. editinares Okada, 1966: OR
- D. eleonorae Tosi, Martins, Vilela & Pereira, 1990: NT
- D. ellisoni Vilela, 1983: NT
- D. eminentiula Zhang & Shi, 1995: OR
- D. endobranchia Carson & Wheeler, 1968: NT
- D. enhydrobia Bächli & Tsacas, 2005: AF
- D. eohydei Wasserman, 1962: NT. Sinonimi: D. pseudoneohydei Hennig & Stein, 1970
- D. eprocessata Zhang & Toda, 1995: OR
- D. erebopis Tsacas, 2004: AF
- D. eremophila Wasserman, 1962: NE
- D. euronotus  Patterson & Ward, 1952: NE
- D. ezoana Takada & Okada, 1957[13]: PA
- D. facialba Heed & Wheeler, 1957: NT
- D. fairchildi Pipkin & Heed, 1964: NT
- D. falleni Wheeler, 1960: NE
- D. fasciola Williston, 1896: NT
- D. fascioloides Dobzhansky & Pavan, 1943: NT
- D. flavimedifemur Zhang & Toda, 1988: OR
- D. flavitibiae Toda, 1986: OR
- D. flavomontana Patterson, 1952: NE
- D. flavopilosa Frey, 1919: NT. Sinonimi: D. dentata Duda, 1927, D. tendata Wheeler, 1959
- D. flavopinicola Wheeler, 1954: NE
- D. florae Sturtevant, 1916; NT
- D. flumenicola Watabe & Peng, 1991: OR
- D. fluminensis Vilela & Bächli, 2004: NT
- D. fluvialis Toda & Peng, 1989: OR
- D. fontdevilai Vela & Rafael, 2001: NT
- D. formosana Duda, 1926: OR
- D. fraburu Burla, 1954: AF
- D. fragilis Wheeler, 1949: NE
- D. franii Hunter, 1989: NT
- D. freilejoni Hunter, 1979: NT
- D. freiremaiai Vilela & Bächli, 2000: NT
- D. frotapessoai Vilela & Bächli, 1990: NT
- D. fulva Watabe et al., 1993: PA
- D. fulvalineata Patterson & Wheeler, 1942: NE (NT[14]?)
- D. fulvimacula Patterson & Mainland, 1944: NT. Sinonimi: D. fulvimacula ssp. flavorepleta Patterson & Pavan, 1952[15]
- D. fulvimaculoides Wasserman & wilson, 1957: NT
- D. fumifera Wheeler & Takada, 1964: AU
- D. funebris (Fabricius, 1787): cosmopolita. Sinonimi: D. clarkii Hutton, 1901, D. dudai Malloch, 1934, Leucophenga atkinsoni Miller, 1921, Musca erythrophthalma Panzer, 1794
- D. fuscicostata Okada, 1966: OR
- D. fuscipennis Duda, 1927: NT
- D. fuscolineata Duda, 1925: NT. Sinonimi: D. castanea Patterson & Mainland, 1944, D. fumosa Pavan & Da Cunha, 1947
- D. fustiformis Zhang & Liang, 1993: PA
- D. fusus Okada, 1988: OR
- D. gani Liang & Zhang, 1990: OR
- D. gasici Brncic, 1957: NT
- D. gata Lachaise & Chassagnard, 2001: AF
- D. gaucha Jaeger & Salzano, 1953: NT
- D. gentica Wheeler & Takada, 1962: NT
- D. gibberosa Patterson, 1943: NT
- D. gibbinsi Aubertin, 1937: AF
- D. gigas Duda, 1925: NT
- D. gouveai Tidon-Sklorz & Sene, 2001: NT
- D. greerae Pipkin & Heed, 1964: NT
- D. griseolineata Duda, 1927: NT
- D. guacamaya Bächli & Vilela, 2002: NT
- D. guangdongensis Toda & Peng, 1989: OR
- D. guaraja King, 1947: NT. Sinonimi: D. pulla Pavana & Da Cunha, 1947
- D. guaru Dobzhansky & Pavan, 1943: NT
- D. guayllabambae Rafael & Arcos, 1988: NT
- D. guptai Dwivedi, 1979: OR
- D. guttifera Walker, 1849: NE. Sinonimi: D. multipunctata Loew, 1866
- D. hamatofila Patterson & Wheeler, 1942: NE
- D. hansoni Pipkin, 1964: NT
- D. hansonioides Pipkin, 1966: NT
- D. hei Watabe & Peng, 1991: OR
- D. hendeli Vilela & Bächli, 1990: NT
- D. hermioneae Vilela, 1983: NT
- D. heterobristalis Tan, Hsu & Sheng, 1949: PA
- D. hexaspina Singh, Dash & Fartyal, 2004[7]: OR
- D. hexastigma Patterson & Mainland, 1944: NE
- D. hexastriata Tan, Hsu & Sheng, 1949: OR
- D. hirtipes Lamb, 1914: AF. Sinonimi: D. iri Burla, 1954
- D. histrio Meigen, 1830: PA. Sinonimi: D. pokornyi Duda, 1924
- D. hollisae Vilela & Pereira, 1992: NT
- D. hoozani Duda, 1923: OR
- D. huancavilcae Rafael & Arcos, 1989: NT
- D. huangshanensis Brake & Bächli, 2008: PA. Sinonimi: D. nigrescens Chen & Watabe, 1993[16]
- D. huayla Pilar Suyo, Pilares & Vasquez, 1988: NT
- D. huaylasi Pla & Fontdevila, 1990: NT
- D. huckinsi Etges & Heed, 2001: NE
- D. huichole Etges & Heed, 2001: NE
- D. huilliche Brncic, 1957: NT. Sinonimi: D. osornina Brncic, 1957
- D. hyalipennis Duda, 1927: NT
- D. hydei Sturtevant, 1921: cosmopolita. Sinonimi: D. marmoria Hutton, 1901, D. setosa Dobzhansky & Pavan, 1943[17], D. yucatanensis Spencer, 1940
- D. hydroessa Bächli & Tsacas, 2005: AF
- D. hyperpolychaeta Okada, 1988: OR
- D. hypocausta Osten Sacken, 1882: AU. Sinonimi: D. pararubida Mather, 1961
- D. ichinosei Zhang & Toda, 1995: OR
- D. ichubamba Vela & Rafael, 2005[7]: NT
- D. icteroscuta Wheeler, 1949: NT
- D. illota Williston, 1896: NT
- D. immigrans Sturtevant, 1921: cosmopolita
- D. impudica Duda, 1927: NT. Sinonimi: D. para Pavan & Burla, 1950
- D. inca Dobzhansky & Pavan, 1943: NT
- D. incompta Wheeler & Takada, 1962: NT
- D. innubila Spencer, 1943: NE
- D. ivai Vilela, 1983: NT
- D. johnstonae Pipkin & Heed, 1964: NT
- D. jucunda Lamb, 1914[18]: AF
- D. kallima Wheeler, 1957: NT
- D. kanekoi Watabe & Higuchi, 1979: PA
- D. karakasa Watabe & Liang, 1990: OR
- D. kashmirensis Kumar & Gupta, 1985: OR
- D. kepulauana Wheeler, 1969: OR
- D. khansuensis Sing, Dash & Fartyal, 2004: OR
- D. kitagawai Toda, 1986: OR
- D. koepferae Fondevila & Wasserman, 1988: NT
- D. kohkoa Wheeler, 1969: AU[19] OR
- D. korefae Vela & Rafael, 2004[7]: NT
- D. krugi Pavan & Breuer, 1954: NT
- D. kulouriensis Fartyal & Singh, 2007:
- D. kuntzei Duda, 1924: PA
- D. kuoni Burla, 1954: AF
- D. kweichowensis Tan, Hsu & Sheng, 1949: PA
- D. lacertosa Okada, 1956: PA
- D. lacicola Patterson, 1944: NE
- D. lamellitarsis Duda, 1936: OR
- D. latebuccata Duda, 1927: NT
- D. latecarinata Duda, 1927: NT
- D. latifrons Adams, 1905: AF
- D. latifshahi Gupta & Ray-Chaudhuri, 1970[18]: OR
- D. lauta Wheeler & Takada, 1962: NT
- D. leonis Patterson & Wheeler, 1942[11]: NE
- D. leticiae Pipkin, 1967: NT
- D. leukorrhyna Pipkin, 1964: NT
- D. liae Toda & Peng, 1989: OR
- D. libellulosa Tsacas & Legrand, 1979: AF
- D. lichuanensis Zhang & Liang, 1995[20]: PA
- D. limbata Von Roser, 1840: PA. Sinonimi: D. mutandis Tan, Hsu & Sheng, 1949, D. takadai Lee, 1964
- D. limbinervis Duda, 1925: NT
- D. limbiventris Duda, 1925: NT
- D. limensis Pavan & Patterson, 1947: NT
- D. lindae Wheeler, 1968: NT
- D. linearepleta Patterson & Wheeler, 1942: NT
- D. lineata Van Der Wulp, 1881: OR
- D. lineolata Meijere, 1914: OR
- D. littoralis Meigen, 1830: PA. Sinonimi: D. imeretensis Sokolov, 1948, D. lugubrina Duda, 1924, D. parenti Villeneuve, 1921
- D. lividinervis Duda, 1923: OR
- D. loewi Vilela & Bächli, 2000: NT
- D. loiciana Tsacas & Chassagnard, 2000: AF
- D. longicornis Patterson & Wheeler, 1942: NE
- D. longifrons Duda, 1923: OR
- D. longiserrata Toda, 1988: OR
- D. longisetae Zhang, Lin & Gan, 1990: OR
- D. lugubripennis Duda, 1927: NT
- D. luisserrai Vilela & Bächli, 2002: NE
- D. lummei Hackman, 1972: PA
- D. machachensis Vela & Rafael, 2001[11]: NT
- D. macropolia Patterson & Mainland, 1944[11]: NE
- D. macroptera Patterson & Wheeler, 1942: NE
- D. macrospina Stalker & Spencer, 1939: NE. Sinonimi: D. macrospina ssp. limpiensis Mainland, 1941[21], D. macrospina ssp. ohioensis Spencer, 1940[22]
- D. maculifrons Duda, 1927: NT
- D. maculinotata Okada, 1956: PA
- D. magnabadia Patterson & Mainland, 1943: NE
- D. magnaquinaria Wheeler, 1954: NE
- D. mainlandi Patterson, 1943: NE
- D. mapiriensis Vilela & Bächli, 1990: NT
- D. maracaya Wheeler, 1957: NT
- D. margarita Hunter, 1979: NT
- D. mariaehelenae Vilela, 1984: NT
- D. mariettae Vilela, 1983: NT
- D. martensis Wasserman & Wilson, 1957: NT
- D. maryensis Gupta & Dwivedi, 1980: OR
- D. mathisi Vilela, 1983: NE
- D. matileana Tsacas, 2002: AF
- D. mayaguana Vilela, 1983: NT
- D. mcclintockae Pipkin, 1964: NT
- D. mediobandes Dwivedi & Gupta, 1980: OR
- D. medioconstricta Watabe, Zhang & Gan, 1990: OR
- D. mediocris Frota-Pessoa, 1954: NT
- D. mediodelta Heed & Wheeler, 1957: NT
- D. mediodiffusa Heed & Wheeler, 1957: NT
- D. medioimpressa Frota-Pessoa, 1954: NT
- D. medioobscurata Duda, 1925: NT
- D. medioparva Heed & Wheeler, 1957: NT
- D. mediopicta Frota-Pessoa, 1954: NT
- D. mediopictoides Heed & Wheeler, 1957: NT
- D. mediopunctata Dobzhansky & Pavan, 1943: NT
- D. mediosignata Dobzhansky & Pavan, 1943: NT
- D. mediostriata Duda, 1925: NT. Sinonimi: D. campestris Burla, 1950
- D. mediovittata Frota-Pessoa, 1954: NT
- D. meitanensis Tan, Hsu & Sheng, 1949: PA
- D. melanica Sturtevant, 1916: NE
- D. melanissima Sturtevant, 1916: NE
- D. melanoptera Duda, 1927: NT
- D. melanura Miller, 1944: NE
- D. melina Wheeler, 1962: AU NE NT
- D. mercatorum Patterson & Wheeler, 1942: AF NE NT PA. Sinonimi: D. mercatorum ssp. pararepleta Dobzhansky & Pavan, 1943
- D. meridiana Patterson & Wheeler, 1942: NE. Sinonimi: D. meridiana ssp. rioensis Patterson, 1943
- D. meridionalis Wasserman, 1962: NT
- D. mesophragmatica Duda, 1927: NT
- D. mesostigma Frota-Pessoa, 1954: NT
- D. metasetigerata Guptaa & Kumar, 1986: OR
- D. mettleri Heed, 1977: NE
- D. metzii Sturtevant, 1921: NT
- D. micromelanica Patterson, 1941: NE
- D. micromettleri Heed, 1989: NT
- D. minangkabau Zhang & Toda, 1995: OR
- D. mitis Curran, 1936: AU
- D. mojavensis Patterson, 1940: NE. Sinonimi: D. mulleri ssp. mojavensis Patterson, 1940, D. mojavensis ssp. baja Mettler, 1963
- D. moju Pavan, 1950: NT
- D. mojuoides Wasserman, 1962: NT
- D. momortica Graber, 1957: AF
- D. monochaeta Sturtevant, 1927: OR. Sinonimi: Spinulophila metallescens (Malloch, 1934)
- D. montana Patterson, 1942[23]: NE, NT, PA. Sinonimi: D. ovivororum Lakovaara & Hackman, 1973
- D. morelia Vilela & Bächli, 2004: NT
- D. morena Frota-Pessoa, 1954: NT
- D. moriwakii Okada & Kurokawa, 1957: PA
- D. mucunae Okada & Carson, 1982: AU
- D. mukteshwarensis Joshi, Fartyal & Singh, 2005: OR
- D. mulleri Sturtevant, 1921: NE NT
- D. multidentata Watabe & Zhang, 1990: OR
- D. multispina Okada, 1956: PA
- D. munda Spencer, 1942: NE
- D. mutica Toda, 1988: OR
- D. nainitalensis Singh & Bhatt, 1988[11]: OR
- D. nakanoi Zhang & Toda, 1995: OR
- D. nannoptera Wheeler, 1949: NT
- D. nasuta Lamb, 1914: AF
- D. nasutoides Okada, 1964: AU. Sinonimi: D. hypopygialis Malloch, 1934
- D. natasha Gornostayev, 1992: PA
- D. navojoa Ruiz, Heed & Wasserman, 1990[11]: NE
- D. neocardini Streisinger, 1946: NT. Sinonimi: D. neocardini ssp. itambacuriens Da Cunha, 1955, D. neocardini ssp. mourensis Da Cunha, 1955
- D. neochracea Wheeler, 1959: NT. Sinonimi: D. ochracea Duda, 1927
- D. neogata Lachaise & Chassagnard, 2001: AF
- D. neoguaramunu Frydenberg, 1956: NT
- D. neohydei Wasserman, 1962: NT
- D. neohypocausta Lin & Wheeler, 1973: OR
- D. neoimmigrans Gai & Krishnamurthy, 1982[11]: OR
- D. neokadai Kaneko & Takada, 1966: PA
- D. neokuntzei Singh & Gupta, 1981: OR
- D. neomorpha Heed & Wheeler, 1957: NT
- D. neonasuta Sajjan & Krishnamurthy, 1972: OR
- D. neorepleta Patterson & Wheeler, 1942[11]: NE NT. Sinonimi: D. canapalpa Patterson & Mainland, 1944
- D. neosignata Kumar & Gupta, 1988: OR. Sinonimi: D. serraprocessata Zhang & Toda, 1988
- D. neotestacea Grimaldi, James & Jaenike, 1992[11]: NE
- D. nesiota Wheeler & Takada, 1962: AU NT
- D. nigrasplendens Pipkin, 1964: NT
- D. nigricincta Frota-Pessoa, 1954: NT
- D. nigricruria Patterson & Mainland, 1943: NT
- D. nigriculter Okada, 1988: OR
- D. nigridentata Watabe, Toda & Peng, 1995: OR
- D. nigrifemur Duda, 1927: NT
- D. nigrilineata Angus, 1967: AU
- D. nigrodigita (Lin & Ting, 1971): OR
- D. nigrodumosa Wasserman & Fontdevila, 1990: NT
- D. nigrodunni Heed & Wheeler, 1957: NT
- D. nigrohydei Patterson & Wheeler, 1942: NE
- D. nigromaculata Kikkawa & Peng, 1938: PA. Sinonimi: D. jesonica Matsumura, 1931
- D. nigromelanica Patterson & Wheeler, 1942: NE
- D. nigrosparsa Strobl, 1898: PA[24]
- D. nigrospiracula Patterson & Wheeler, 1942: NE
- D. ninarumi Vela & Rafael, 2005[7]: NT
- D. nitida Tsacas & Chassagnard, 1994: AF
- D. niveifrons Okada & Carson, 1892: AU
- D. nixifrons Tan, Hsu & Sheng, 1942: PA
- D. notostriata Okada, 1966: OR
- D. novamexicana Patterson, 1941: NE. Sinonimi: D. virilis ssp. novamexicana Patterson, 1941
- D. novaspinofera Gupta & Singh, 1979: OR
- D. novazonata Gupta & Dwivedi, 1980: OR
- D. novemaristata Dobzhansky & Pavan, 1943: NT
- D. nubiluna Wheeler, 1949: NT
- D. nullilineata Zhang & Toda, 1988: OR
- D. nutrita Duda, 1935: AF
- D. obscurata Meijere, 1911: OR
- D. obscuricolor Duda, 1927: NT
- D. obscurinervis Toda, 1986: OR
- D. occidentalis Spencer, 1942: NE
- D. ogradi Vela & Rafael, 2004[7]: NT
- D. okadai Takada, 1959: PA
- D. onca Dobzhansky & Pavan, 1943: NT
- D. onychophora Duda, 1927: NT
- D. ophthalmitis Tsacas, 2007[11]: AF
- D. orientacea Grimaldi, James & Jaenike, 1992[11]: PA
- D. oritisa Chen, 1990: PA
- D. orkui Brncic & Koref-Santibanez, 1957: NT
- D. ornatifrons Duda, 1927: NT
- D. ornatipennis Williston, 1896: NT
- D. orphnaea Tsacas, 2001: AF
- D. othoni Pipkin, 1964: NT
- D. ovilongata Gupta & Gupta, 1991: OR
- D. pachea Patterson & Wheeler, 1942: NE
- D. pachneissa Tsacas, 2002: AF
- D. pachuca Wasserman, 1962[11]: NE
- D. padangensis Zhang & Toda, 1995: OR
- D. pagliolii Cordeiro, 1963: NT
- D. pagoda Toda, 1988: OR
- D. paharpaniensis Singh, Dash & Fartyal, 2004[7]: OR
- D. painii Singh & Negi, 1995: OR
- D. pallidifrons Wheeler, 1969: AU
- D. pallidipennis Dobzhansky & Pavan, 1943: NT. Sinonimi: D. pallidipennis ssp. centralis Patterson & Mainland, 1944
- D. palustris Spencer, 1942: NE. Sinonimi: D. lativittata Malloch & McAtee, 1924, D. mallochi Frota-Pessoa, 1946
- D. panamensis Malloch, 1926: NT
- D. papei Bächli & Vilela, 2002: NT
- D. papilla Zhang & Shi, 1992: OR
- D. paracanalinea Wheeler, 1957: NT
- D. parachrogaster Patterson & Mainland, 1943: NT
- D. paragata Lachaise & Chassagnard, 2001[11]: AF
- D. paraguayensis Duda, 1927: NT. Sinonimi: D. medionotata Frota-Pessoa, 1954
- D. paraguttata Thompson, 1957: NT
- D. paraimmigrans Gai & Krishnamurthy, 1986[11]: OR
- D. parakuntzei Okada, 1973: PA
- D. paralongifera Gupta & Singh, 1981: OR
- D. paramarginata Singh, Dash & Fartyal, 2004[25]: OR
- D. paramediostriata Townsend & Wheeler, 1955: NT
- D. paramelanica Patterson, 1943[25]: NE. Sinonimi: D. melanica ssp. paramelanica Patterson, 1943
- D. paranaensis Barros, 1950: NT. Sinonimi: D. paramercatorum Magalhaes & Malogolowkin-Cohen, 1974
- D. parannularis Vilela and Bächli, 1990: NT
- D. parasignata Takada, Momma & Shima, 1973: OR
- D. paratarsata Vilela, 1985: NT
- D. parazonata Gupta & Dwivedi, 1980: OR
- D. parisiena Heed & Grimaldi, 1991[11]: NT
- D. parthenogenetica Stalker, 1953: NT
- D. parviprocessata Toda, 1986: OR
- D. pasochoensis Vela & Rafael, 2001[11]: NT
- D. patacorona Vela & Rafael, 2005[7]: NT
- D. paucilineata Burla, 1957: AF
- D. pauliceia Ratcov & Vilela, 2007[11]: NT
- D. paunii Singh & Negi, 1989: OR
- D. pavani Brncic, 1957: NT
- D. pedroi Vilela, 1984: NT
- D. pegasa Wasserman, 1962[11]: NE
- D. pellewae Pipkin & Heed, 1964: NT
- D. penidentata Singh & Gupta, 1981: OR
- D. peninsularis Patterson & Wheeler, 1942: NE NT
- D. penispina Gupta & Singh, 1979: OR
- D. penniclubata Singh & Gupta, 1981: OR
- D. pentafuscata Gupta & Kumar, 1986: OR
- D. pentaspina Parshad & Duggal, 1966: OR
- D. pentastriata Okada, 1966: OR
- D. periquito Bächli & Vilela, 2002: NT
- D. perlucida Zhang & Liang, 1995: PA
- D. persicae Bock & Parsons, 1978: AU
- D. peruensis Wheeler, 1959: NT. Sinonimi: D. maculipennis Duda, 1927
- D. peruviana Duda, 1927: NT
- D. phalerata Meigen, 1830: PA. Sinonimi: D. transversa var. laeta Zetterstedt, 1847
- D. pichinchana Vela & Rafael, 2004[7]: NT
- D. picta Zetterstedt, 1847: PA. Sinonimi: D. macularis Villeneuve, 1921, D. pleurofasciata Duda, 1924
- D. pictifrons Duda, 1927: NT
- D. pictilis Wasserman, 1962: NT
- D. pictura Wasserman, 1962: NT
- D. pilaresae Vela & Rafael, 2001: NT
- D. pilocornuta Lachaise & Chassagnard, 2001: AF
- D. pilosa Watabe & Peng, 1991: OR
- D. pinicola Sturtevant, 1942: NE
- D. piratininga Ratcov & Vilela, 2007[7]: NT
- D. platitarsus Frota-Pessoa, 1954: NT
- D. pollinospadix Patterson & Mainland, 1944[11]: NE
- D. polychaeta Patterson & Wheeler, 1942: AU NE NT
- D. polymorpha Dobzhansky & Pavan, 1943: NT
- D. ponderosa Patterson & Mainland, 1943[11]: NE
- D. ponera Tsacas & David, 1975: AF
- D. popayan Vilela & Bächli, 2004: NT
- D. pruinosa Deuda, 1940
- D. potamophila Toda & Peng, 1989: OR
- D. procardinoides Frydenberg, 1956: NT
- D. promeridiana Wasserman, 1962: NT
- D. propachuca Wasserman, 1962[11]: NE
- D. prorepleta Duda, 1925. Sinonimi: D. repleta var. prorepleta Duda, 1925: NT
- D. prosimilis , 1927: NT
- D. pruinifaciens , 1954: NT
- D. pseudorepleta Vilela & Bächli, 1990: NT
- D. pseudosordidula Kaneko, Tokumitsu & Takada, 1964: PA
- D. pseudotalamancana Pereira & Vilela, 1987: NT
- D. pseudotetrachaeta Angus, 1967: AU
- D. pterocelis Tsacas & Chassagnard, 1999: AF
- D. pugyu Vela & Rafael, 2005[7]: NT
- D. pulaua Wheeler, 1969: OR
- D. pullata Tan, Hsu & Sheng, 1949: PA
- D. pulverea Duda, 1927: NT
- D. punctatipennis Tsacas & David, 1975: AF
- D. punctatonervosa Frey, 1954: AF. Sinonimi: D. poeciloptera Duda, 1940
- D. purpurea Gupta & Sundaran, 1990: OR
- D. putrida Sturtevant, 1916: NE. Sinonimi: D. pseudomelanica Sturtevant, 1916
- D. quadrilineata Meijere, 1911: AU OR
- D. quadriserrata Okada & Carson, 1982: AU
- D. quadrisetata Takada, Beppu & Toda, 1979: PA
- D. quadrum (Wiedemann, 1830): NT
- D. querubimae Vilela, 1983: NT
- D. quillu Vela & Rafael, 2005[7]: NT
- D. quinaria Loew, 1866: NE
- D. quinquestriata Lin & Wheeler, 1973: OR
- D. quitensis Vela & Rafael, 2004[7]:
- D. racemova Patterson & Mainland, 1944[11]: NE
- D. ramamensis Dwivedi, 1979: OR
- D. ramsdeni Sturtevant, 1916: NT
- D. ranchograndensis Bächli & Vilela, 2002: NT
- D. recens Wheeler, 1960: NE
- D. rellima Wheeler, 1960: NE. Sinonimi: D. metakuntzei Okada, 1973
- D. repleta Wollaston, 1858: cosmopolita. Sinonimi: D. maculiventris Van Der Wulp, 1897, D. melanopalpa Patterson & Wheeler, 1942, D. nigropunctata Van Der Wulp, 1892, D. repleta ssp. pumiliaris Wheeler, 1981, D. punctulata Loew, 1862, D. repleta var. pygmaea Duda, 1927
- D. repletoides Hsu, 1943: PA. Sinonimi: D. chinoi Okada, 1956, D. tumiditarsus Tan, Hsu & Sheng, 1949
- D. reticulata Wheeler, 1957: NT
- D. richardsoni Vilela, 1983: NT
- D. ritae Patterson & Wheeler, 1942: NE. Sinonimi: D. tira Wasserman, 1962
- D. robusta Sturtevant, 1916: NE
- D. roehrae Pipkin & Heed, 1964: NE
- D. rosinae Vilela, 1983: NT
- D. rostrata Duda, 1925: NT
- D. ruberrima Meijere, 1911: OR
- D. ruberrimoides Zhang & Gan, 1986: OR
- D. rubida Mather, 1960: AU
- D. rubidifrons Patterson & Mainland, 1944[11]: NE
- D. rubra Sturtevant, 1927: OR
- D. rubrifrons Patterson & Wheeler, 1942: NE
- D. ruizi Ruiz-Fiegalan, 2004: OR
- D. ruminahuii Vela & Rafael, 2004: NT
- D. rumipamba Vela & Rafael, 2005: NT
- D. runduloma Vela & Rafael, 2005: NT
- D. salpina Chen, 1994: PA
- D. sampa Ratcov & Vilela, 2007[7]: NT
- D. sannio Gornostayev, 1991: PA
- D. sattalensis Singh & Fartyal, 2007[7]: OR. Sinonimi: D. sattalensis Fartyal & Sing, 2008, D. serrata Singh, Dash & Fartyal, 2004[26]
- D. schachti Bächli, Vilela & Haring, 2002[11]: PA
- D. schildi Malloch, 1924: NT. Sinonimi: D. poecila Burla & Pavan, 1953, Paramycodrosophila poeciloptera (Duda, 1925)
- D. schineri Pereira & Vilela, 1987: NT
- D. scioptera Duda, 1927: NT
- D. secunda Maca, 1992: PA
- D. semialba Duda, 1925: NT. Sinonimi: D. sucheae Pipkin & Heed, 1964
- D. semipruinosa Tsacas, 2002: AF
- D. senei Vilela, 1983: NT
- D. senticosa Zhang & Shi, 1995: OR
- D. serenensis Brncic, 1957: NT
- D. serido Vilela & Sene, 1977: NT
- D. seriema Tidon-Sklorz, 1995: NT
- D. serrulata Zhang & Toda, 1995: OR
- D. setapex Patterson & Mainland, 1944[11]: NE
- D. setitarsa Gupta & Dwivedi, 1980: OR
- D. setula Heed & Wheeler, 1957: NT
- D. sexlineata Duda, 1940: AF. Sinonimi: D. quadrimaculata var. sexlineata Duda, 1940
- D. seyanii Chassagnard & Tsacas, 1997: AF
- D. shi Zhang, 2000: PA
- D. shuyu Vela & Rafael, 2005: NT
- D. shwezayana Toda, 1986: OR
- D. shyri Vela & Rafael, 2004: NT
- D. siamana Ikeda et al., 1983: OR
- D. signata (Duda, 1923: OR
- D. sikkimensis Gupta & Gupta, 1991: OR
- D. silvata Meijere, 1916: OR
- D. similis Williston, 1896: NT
- D. simulivora Tsacas & Disney, 1974: AF
- D. sinuata Bock, 1982: AU
- D. sisa Vela & Rafael, 2005: NT
- D. sogo Burla, 1954: AF
- D. sonorae Heed & Castrezana, 2008[11]: NE
- D. sordidula Kikkawa & Peng, 1938: PA
- D. spadicifrons Patterson & Mainland, 1944: NT
- D. speciosa Da Silva & Martins, 2004[11]: NT
- D. spenceri Patterson, 1943[11]: NE
- D. spinatermina Heed & Wheeler, 1957: NT
- D. spinula Okada & Carson, 1982: AU
- D. spuricurviceps Zhang & Gan, 1986: OR
- D. stalkeri Wheeler, 1954: NE
- D. starmeri Wasserman, Koepfer & Ward, 1973: NT
- D. stephanosi Tsacas, 2003: AF
- D. sternopleuralis Okada & Kurokawa, 1957: PA
- D. sticta Wheeler, 1957: NT
- D. stictoptera Tsacas & Chassagnard, 1999: AF
- D. straubae Heed & Grimaldi, 1991[27]: NT
- D. strigiventris Duda, 1927: NT
- D. subarctica Hackman, 1969[28]: PA
- D. subbadia Patterson & Mainland, 1943: NT
- D. subfasciata Meijere, 1914: OR
- D. subfunebris Stalker & Spencer, 1939: NE
- D. submacroptera Patterson & Mainland, 1943: NT
- D. suboccidentalis Spencer, 1942: NE
- D. subpalustris Spencer, 1942: NE
- D. subviridis Patterson & Mainland, 1953[11]: NE
- D. suffusca Spencer, 1943: NE
- D. sui Lin & Tseng, 1973: OR
- D. sulfurigaster Duda, 1923: AU. Sinonimi: D.  spinofemora Patterson & Wheeler, 1942, D. sulfurigaster ssp. albostrigata Wheeler, 1969, D. sulfurigaster ssp. bilimbata Bezzi, 1928, D. willowsi Curran, 1936
- D. suni Vela & Rafael, 2005[7]: NT
- D. surangensis Singh, Dash & Fartyal, 2004: OR
- D. surucucho Vela & Rafael, 2005[7]: NT
- D. suturalis Wheeler, 1957: NT
- D. synpanishi Okada, 1964: OR
- D. taekjuni Kim & Joo, 2002: PA
- D. taiensis Kumar & Gupta, 1988: OR
- D. taipinsanensis Lin & Tseng, 1973: OR
- D. talamancana Wheeler, 1968: NT
- D. talasica Gornostayev, 1991: PA
- D. tarsata Schiner, 1868: NT
- D. taxohuaycu Vela & Rafael, 2005[7]: NT
- D. tenebrosa Spencer, 1943: NE
- D. testacea Von Roser, 1840: NE OR PA
- D. tetrachaeta Angus, 1964: AU
- D. tetradentata Sing & Gupta, 1981: OR
- D. tetravittata Takada & Momma, 1975: OR
- D. tibialis Wheeler, 1957: NT
- D. tibudu Burla, 1954: AF
- D. tomasi Vela & Rafael, 2001[11]: NT
- D. tongpua Lin & Tseng, 1973: OR
- D. torquata Zhang & Toda, 1995: OR
- D. tranquilla Spencer, 1943[11]: NE
- D. transversa Fallén, 1823: PA. Sinonimi: D. transversa ssp. subquinaria Spencer, 1942
- D. trapeza Heed & Wheeler, 1957: NT mirassolensis Mourao & Gallo, 1967
- D. triangula Wheeler, 1949: NT
- D. triangulina Duda, 1927: NT
- D. triantilia Okada, 1988: OR
- D. trichaeta Angus, 1967: OR
- D. trifiloides Wheeler, 1957: NT
- D. trifilum Frota-Pessoa, 1954: NT
- D. trilimbata Bezzi, 1928: AU
- D. tripunctata Loew, 1862: NE OR
- D. trisetosa Okada, 1966: OR
- D. trispina Wheeler, 1949: NE
- D. tristriata Heed & Wheeler, 1957: NT
- D. trizonata Okada, 1966: OR
- D. tschirnhausi Bächli & Vilela, 2002: NT
- D. tsigana Burla & Gloor, 1952: PA. Sinonimi: D. pengi Okada & Kurokawa, 1957, Nesiodrosophila septentriata (Takada & Maekawa, 1984)
- D. tuchaua Pavan, 1950: NT
- D. tucumana Vilela & Pereira, 1985: NT
- D. unimaculata Strobl, 1983: PA
- D. uninubes Patterson & Mainland, 1943: NT
- D. unipunctata Patterson & Mainland, 1943[11]: NE
- D. uniseta Wasserman, Koepfer & Ward, 1973: NT
- D. unispina Okada, 1956: PA
- D. upoluae Malloch, 1934: AU
- D. urcu Vela & Rafael, 2005[7]: NT
- D. urubamba Vilela & Pereira, 1993[11]: NT
- D. ustulata Meijere, 1908: OR
- D. valenciai Vela & Rafael, 2001[11]: NT
- D. valenderlindei Ruiz-Fiegalan, 2004[29]: OR
- D. vicentinae Vilela, 1983: NT
- D. velox Watabe & Peng, 1991: OR
- D. venezolana Wasserman, Fontdevila & Ruiz, 1983[11]: NT
- D. viracochi Brncic & Koref-Santibanez, 1957: NT
- D. vireni Bächli, Vilela & Haring, 2002[11]: PA
- D. virilis Sturtevant, 1916: AU NE NT OR PA. Sinonimi: D. virilis ssp. sinensis Kalmus, 1942
- D. wangi Toda & Zhang, 1995: PA
- D. wassermani Pitnick & Heed, 1994[11]: NT
- D. wauana Okada & Carson, 1982: AU
- D. whartonae Pipkin & Heed, 1964: NT
- D. wheeleri Patterson & Alexander, 1952: NE
- D. wingei Cordeiro, 1964: NT
- D. xalapa Vilela & Bächli, 2004: NT
- D. xanthochroa Tsacas, 2001: AF
- D. xanthogaster Duda, 1924: OR
- D. xanthopallescens Pipkin, 1964: NT
- D. yana Vela & Rafael, 2005: NT
- D. yangana Vela & Rafael, 2003[11]: NT
- D. yunnanensis Watabe & Liang, 1990: OR
- D. zonata Chen & Watabe, 1993: PA
- D. zophea Tsacas, 2004: AF
- D. zottii Vilela, 1983: NT

### Specie di collocazione controversa
Il TaxoDros enumera oltre 60 specie di Drosophila senza collocarle in nessuno dei sottogeneri attualmente riconosciuti come validi. Tali specie sono perciò da considerarsi come incertae sedis nell'ambito del genere Drosophila. Per due terzi di queste, tuttavia, il BioSystematic Database of World Diptera (BDWD) applica il nome valido Drosophila (Drosophila), attribuendone esplicitamente l'appartenenza al sottogenere Drosophila. Il seguente elenco comprende le specie di Drosophila non incluse in alcun sottogenere dal TaxoDros e collocate invece in Drosophila (Drosophila) dal BDWD:
- D. alani Pipkin, 1964: NT
- D. albincisa Meijere, 1911: OR
- D. albonotata Meijere, 1911: AU OR. Sinonimi: D. striaticeps Duda, 1923
- D. atra Walker, 1853: NT
- D. calidata Takada, Beppu & Toda, 1979: PA
- D. cilitarsis Hering, 1940: PA
- D. coffeina Schiner, 1868: AU
- D. dilacerata Becker, 1919: NT
- D. dorsalis Walker, 1865: AU
- D. dorsivitta Walker, 1861: NT
- D. elongata Sturtevant, 1927: OR
- D. facialis Adams, 1905: AF
- D. ferruginea Becker, 1919: NT
- D. griseicollis Becker, 1919: NT
- D. leoni Pipkin, 1964: NT
- D. mellea Becker, 1919: NT
- D. mycethophila Goureau, 1865: PA
- D. nigriceps Meigen, 1838: PA
- D. nitidapex Bigot, 1891: PA
- D. nodosa Duda, 1926: OR
- D. ochrifrons Duda, 1924: OR
- D. pallipes Dufour, 1846: PA
- D. paravibrissina Duda, 1924: OR
- D. perrisi Wheeler & Hamilton, 1972: PA
- D. quadriseriata Duda, 1924: OR
- D. reaumurii Dufour, 1845: PA
- D. scaptomyzoptera Duda, 1935: PA
- D. semiatra Meijere, 1914: OR
- D. solennis Walker, 1860: OR
- D. tarsalis Walker, 1852: NT
- D. tenuipes (Walker, 1849): NE
- D. testacens Wheeler, 1981: PA. Sinonimi: D. testacea Goureau, 1865
- D. thienemanni Duda, 1931: OR
- D. tjibodas Meijere, 1916: OR
- D. torrei Sturtevant, 1921: NT
- D. trichiaspis Duda, 1940: AF
- D. tristipes Duda, 1924: OR
- D. ungarensis Mejere, 1911: OR
- D. verticis Williston, 1896: NT
- D. xiphiphora Pipkin, 1964: NT

Il BDWD, inoltre, classifica nel sottogenere Drosophila alcune specie attribuite nel TaxoDros ad altri sottogeneri:
- D. bunnanda Schiffer & McEvey, 2006: AU (nel TaxoDros classificata nel sottogenere Sophophora nel TaxoDros)
- D. merzi Vilela & Bächli, 2002: NE (sottogenere Phloridosa)
- D. plagiata Bezzi, 1908: AF (sottogenere Sophophora)

All'elenco si aggiungono infine due specie fossili, segnalate implicitamente come incertae sedis nel TaxoDros e attribuite invece al sottogenere Drosophila nel BDWD:
- D. berryi Cockerell, 1923: rinvenuta nel copale della Colombia e, quindi di datazione recente, presumibilmente inferiore ai 1000 anni
- D. poinari Grimaldi, 1987: rinvenuta nell'ambra dominicana (Miocene)

## Distribuzione in Europa
Su un totale di oltre 700 specie, poche sono quelle presenti in Europa. Il Catalogo di Fauna Europaea segnala la presenza di poco più di venti specie, di cui alcune importate da altri continenti o, comunque, cosmopolite o di larga distribuzione:
- D. buzzatii
- D. curvispina
- D. ezoana
- D. funebris
- D. histrio
- D. hydei

- D. immigrans
- D. kuntzei
- D. limbata
- D. littoralis
- D. lummei
- D. mercatorum

- D. montana
- D. nigrosparsa[31]
- D. phalerata
- D. picta
- D. repleta
- D. subarctica

- D. testacea
- D. transversa
- D. tsigana
- D. unimaculata
- D. vireni
- D. virilis

In merito all'elenco precedente, va osservato che solo D. virenti e D. unimaculata sono specie esclusivamente europee e che D. mercatorum, in ambito europeo, è in realtà segnalata esclusivamente nell'arcipelago di Madera.
Circa la metà delle specie europee è segnalata anche in Italia: D. buzzatii, D. funebris, D. histrio, D. hydei, D. immigrans, D. kuntzei, D. limbata, D. littoralis, D. nigrosparsa, D. phalerata, D. repleta, D. testacea, D. transversa. Quasi tutte le specie sono presenti solo nel territorio del Nord Italia e della Penisola, mentre poche sono specie segnalate anche nelle isole.